# Bosnia Occidental

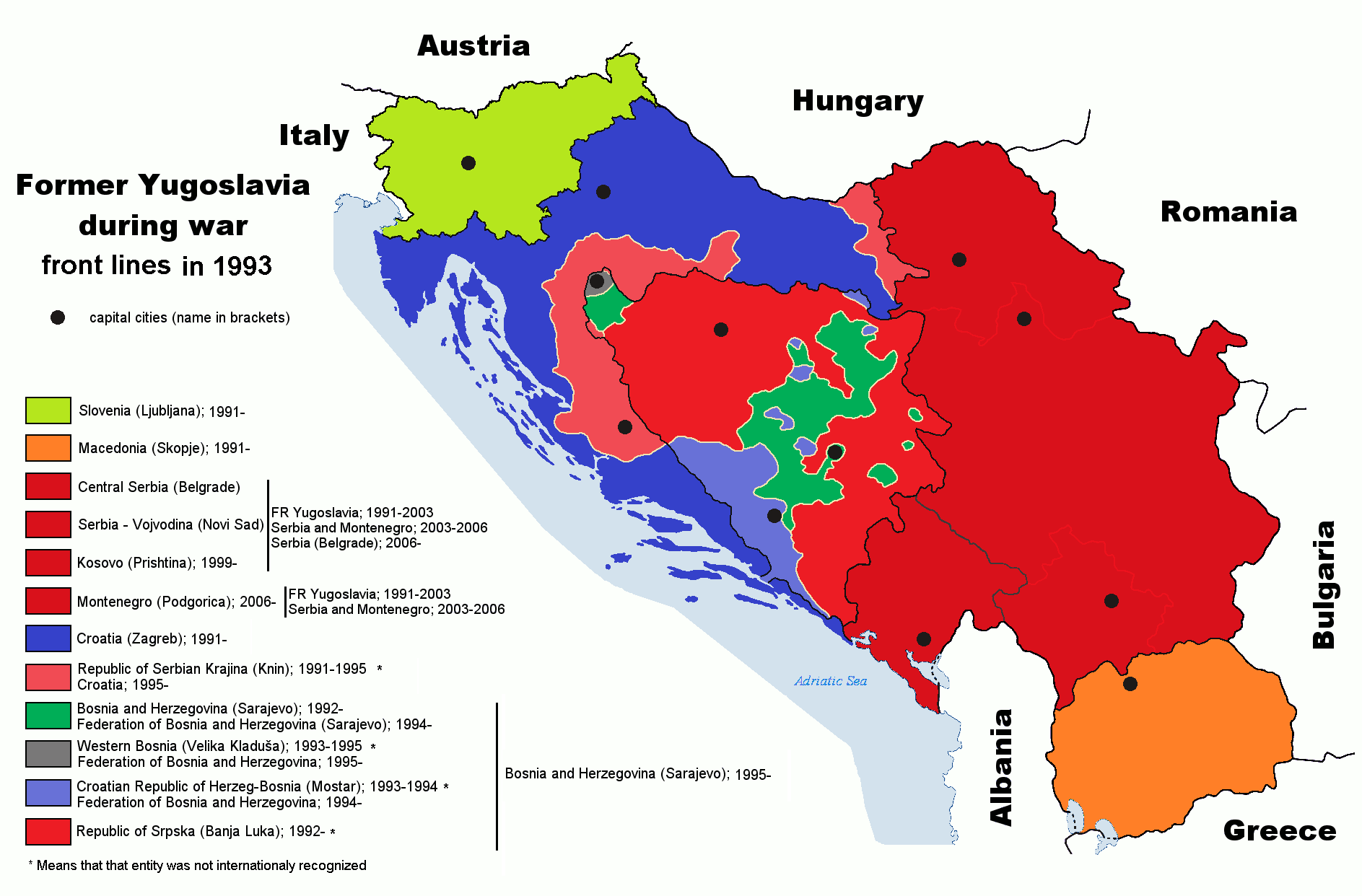
Mapa de Yugoslavia en 1993, mostrando la localización de Bosnia Occidental.

La Provincia Autónoma de Bosnia Occidental (en bosnio, croata y serbio, Autonomna Pokrajina Zapadna Bosna, Аутономна Покрајина Западна Босна) fue una pequeña entidad no reconocida situada en el noroeste de Bosnia y Herzegovina y que se componía de su capital y ciudad principal Velika Kladuša así como de algunos pueblos cercanos. Surgió en 1993 como resultado de las políticas secesionistas ejecutadas por Fikret Abdić contra el gobierno bosnio durante la guerra. La capital, Velika Kladuša, actualmente se encuentra encuadrada en el cantón de Una-Sana, dentro de la Federación de Bosnia y Herzegovina.

## Historia
Bosnia Occidental fue un pequeño territorio comprendido por la ciudad de Velika Kladuša y unos pocos pueblos de los alrededores, formado en 1993 por iniciativa de los secesionistas locales, liderados por Fikret Abdić, contra el gobierno bosnio durante la Guerra de Bosnia, líder que además se autoproclamó presidente de esta pequeña entidad. La provincia autónoma cooperó con Serbia y Croacia en sus acciones contra el gobierno bosnio durante la guerra. 
Fue derrotado militarmente durante la Operación Tigre en junio y agosto de 1994, cuando el territorio de Bosnia Occidental fue tomado por las tropas del gobierno bosnio. Sin embargo, fueron expulsadas más tarde ese mismo año con la importante ayuda de los serbios en la Operación Araña, y fue restablecida. 
El 26 de julio de 1995 la entidad cambió su nombre por el de República de Bosnia Occidental (Republika Zapadna Bosna, Република Западна Босна), además en ese mismo año colaboró con la República Serbia de Krajina en Croacia al permitir utilizar su territorio como retaguardia ante la ofensiva de la Operación Tormenta.
Sin embargo, fue disuelta tras la Operación Tormenta ejecutada conjuntamente por fuerzas gubernamentales croatas y bosnias. Su territorio fue entonces anexionado a la Federación de Bosnia y Herzegovina (actualmente se corresponde aproximadamente con el cantón de Una-Sana). Abdić fue arrestado y condenado por crímenes de guerra contra la población civil bosníaca que, dentro de la Provincia Autónoma, permaneció leal a la Sarajevo.

## Economía
La economía de Bosnia Occidental se basaba principalmente en las actividades de la compañía "Agrokomerc", radicada en Velika Kladuša. Gracias a la firma de sendos tratados con serbios y croatas, se mantuvieron durante la guerra las relaciones comerciales entre Bosnia Occidental y Croacia, además de obtener el privilegio de utilizar el puerto croata de Rijeka como puerto franco.